# ベガ
ベガ（ヴェガ、英: Vega）は、こと座α星、こと座で最も明るい恒星で全天21の1等星の1つ。七夕のおりひめ星（織女星（しょくじょせい））としてよく知られている。わし座のアルタイル、はくちょう座のデネブとともに、夏の大三角を形成している。

## 特徴

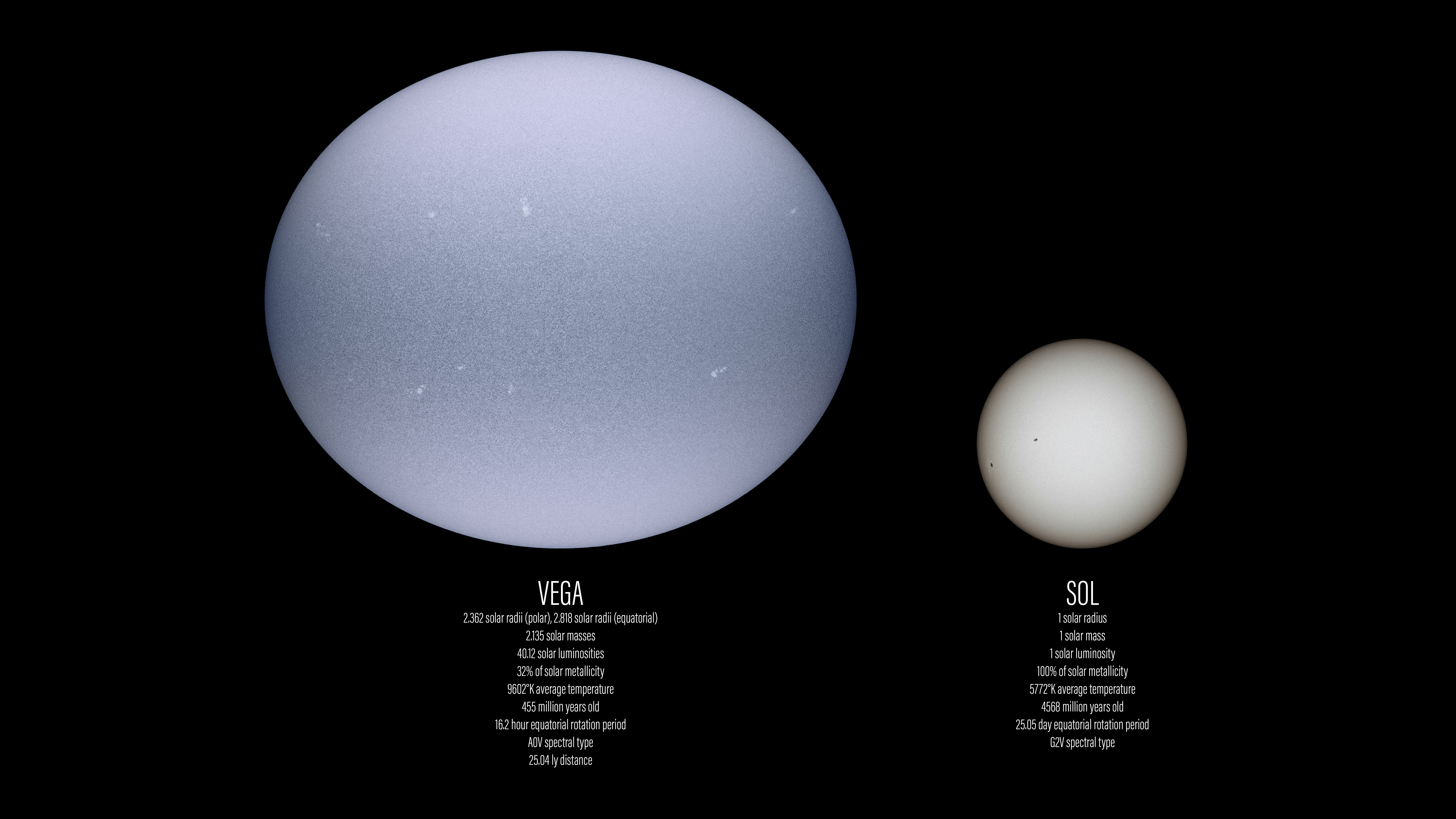
太陽とベガの大きさの比較。高速で自転している影響で潰れた楕円体となっている。

0.19日の周期で僅かに変光するたて座δ型変光星である。変光範囲が0.01等 - 0.04等と小さいため、眼視観測では変光はわからない。2003年には、惑星系が形成されつつあることが分かった。この惑星系は太陽系に近似のものである可能性がある。2006年には、自転周期が12.5時間という高速で自転しており、その速さは遠心力でベガが自壊する速度の94%に達していることが判明した。このため、極付近と赤道付近では大きな温度差が生じている。地球の歳差運動により、およそ12,000年後には、地球から見て北半球の天頂に位置し、北極星となる。

## 惑星系
| 名称 （恒星に近い順） | 質量         | 軌道長半径 （天文単位） | 公転周期 (日)   | 軌道離心率 | 軌道傾斜角 | 半径 |
| --------------------- | ------------ | ----------------------- | --------------- | ---------- | ---------- | ---- |
| b (未確認)            | ≥21.9±5.1 M⊕ | 0.04555±0.00053         | 2.42977±0.00016 | 0.25±0.15  | —          | —    |
| 塵円盤                | 86—815 au    | 86—815 au               | 86—815 au       | 86—815 au  | 6.2?°      | —    |

2021年に、ベガの10年間のスペクトルを分析した論文により、ベガの周囲を公転する公転周期が2.43日間の信号の候補を検出したと発表した。統計的には、誤検出の可能性は1%にすぎないと推定されている。信号の振幅によると下限質量は21.9±5.1 M⊕（地球質量）となるが、地球から観測してベガ自体が6.2°斜めに自転していることを考慮すると、惑星もその面に位置を合わせ実際の質量は203±47 M⊕となる。その他、80±21 M⊕（6.2°の傾きで740±190 M⊕）と解釈できる、周期が196.4+1.6
−1.9日の弱い信号も検出された。しかし利用可能なデータからは、この周期の惑星が存在する確実な証拠は得られなかったと結論付けられている。

## 名称
固有名のベガ (Vega) は、この星のアラビアでの呼び名「アン=ナスル・アル=ワーキア（ النسر الواقع （DMG: an-nasr al-wāqiʿ / ALA-LC: al-nasr al-wāqiʿ ）」の「ワーキア」に由来する。このアラビア名は、「ナスル」が “鷲”、「ワーキア」が “降りている” で、 全体で “降りている鷲”、すなわち “(木の枝や巣に) 止まっている鷲” という意味である。「ワーキア」wāqiʿ は動詞「ワカア」waqaʿa の能動分詞（英語などの現在分詞に相当）で、「ワカア」の基本の意味は “落ちる” であるが、鳥についていう場合には “(木や地面、あるいは巣に) 降りる、止まる； 降りている、止まっている” という意味となる 。しかしヨーロッパでは、そのような意味をもたないラテン語の動詞「カドー」cadō の現在(能動)分詞を使った「ウルトゥル・カデンス」 Vultur cadens（“落ちる鷲”）という翻訳名が古くからあり、“（獲物に向かって）急降下する鷲”と解釈されてきたようである。日本でも、これまでその解釈が受け入れられてきた。
Vega は古くは Wega と綴られた。Vega という綴りは『アルフォンソ表』Tabulae Alphonsinae (13世紀) の16世紀の印刷本に現れる (15世紀の版ではWega)。 その後も Wega は使い続けられていて、ドイツ語では現在でも Wega である。なお、ヨーロッパでは Vega/Wega/Vultur cadens 以外にも、Alwega, Annazel alvuaza など、誤記や誤読も含め、さまざまな語形や綴りが存在していた。
ラテン語での発音は、通常は古典ラテン語（ローマ時代の文語ラテン語）の発音に従って表記するが、Vega は中世あるいは近代ラテン語で、しかも外来語であるので、「ウェ(ー)ガ」(古典)、「ヴェガ」(中世・近代)、「ウェーガ」(アラビア語や Wega という別綴りを考慮) など、さまざまな表記があり得る。
Wega については、W（ダブルV）の文字は、ラテン語のVの発音が [w] から [v] に変わった後に、英語に存在した [w] 音を表すためにヨーロッパで生まれたものであるので、「ウェガ」と表記すべきであろうが、現代のドイツ語では「ヴェーガ」、フランス語 (Wéga) では「ヴェガ」と発音される。
アラビアでは、こと座 α 星「降りている鷲」と わし座 α 星「飛んでいる鷲」（アルタイル）を対のものとして捉え、「２つの鷲星」（「アン=ナスラーン」 النسران an-nasrān / al-nasrān）と呼んだ。そして、それぞれの近くにある2個の星（こと座 ε, ζ と わし座 β, γ）を鷲の翼に見立て、こと座の3個は三角形に並んでいるので「翼を閉じている」、わし座の3個は一直線に並んでいるので「翼を広げている」と見なした。本来は、3個のまとまりではなく、ベガとアルタイルが単独で「鷲」と呼ばれていたようである。
この星の名前「降りている鷲」は、アラビアではプトレマイオス星座の「こと座」の名前として使われることもあった。
ギリシャでも、プトレマイオスの『アルマゲスト』の恒星表に、この星の名前として、星座名と同じ「リュラー」 Λύρα Lyrā が挙げられている。
ローマでは、このギリシャ語をラテン語化した「リュラ」Lyra、および別のギリシャ語に由来する「フィデース」Fidesという言葉が「こと座」の名前として使われているが、星座ではなくこの星だけを指す用法があったかは分からない。
ヨーロッパでは、コペルニクスの『天球回転論』(ラテン語) の星表に、この星の名として、星座名と同じ「リュラ」と、「フィディクラ」Fidiculaが挙げられている。
英語やドイツ語には、リュラをハープに置き換えた「ハープ・スター」 Harp Star, 「ハルフェンシュテルン」Harfenstern (“ハープ星”) という呼び名もある。
メソポタミアでは、この星はアッカド語で「ラマッス」Lamassu [dLAMMA] （“守護女神ランマ”） と呼ばれたようである。
日本では、中国の伝説に由来する「織姫（おりひめ）」や「織姫星（おりひめぼし）｣、あるいは「織女（しょくじょ）」や「織女星（しょくじょせい）」という名で呼んでいる。「彦星（ひこぼし）」(わし座のアルタイル)、「すばる」(おうし座のプレアデス星団)とともに、現在も広く使われている数少ない和名の一つである。また、「梶の葉姫」という異名もある。
中国でも、「織女」あるいは「織女星」といえば一般には こと座 α 星を指すが、中国の伝統的天文学では、「織女」は こと座 α, ε, ζ の３星からなる星官（中国固有の星座）の名前であって、こと座 α 星は「織女一」(“織女の第１星”) という。
国際天文学連合の恒星の固有名に関するワーキンググループは、2016年6月30日、Vega をこと座α星の固有名として正式に認証した。